# Strip (Adam Ant)
Strip è il secondo album discografico da solista del cantante Adam Ant, già frontman degli Adam and the Ants. Il disco è uscito nel 1983.

## Tracce
1. Strip – 3:48
2. Baby, Let Me Scream at You – 4:07
3. Libertine – 4:19
4. Spanish Games – 3:00
5. Vanity – 4:08
6. Puss 'n Boots – 3:52
7. Playboy – 3:50
8. Montreal – 4:23
9. Navel to Neck – 3:41
10. Amazon – 3:50

## Formazione
- Adam Ant - voce, basso
- Marco Pirroni - chitarre
- Richard James Burgess - tastiere, percussioni
- Phil Collins - batteria, percussioni
- Anni-Frid Lyngstad - voce addizionale